# Solaster pacificus
Solaster pacificus är en sjöstjärneart som beskrevs av Alexander Michailovitsch Djakonov 1938. Solaster pacificus ingår i släktet Solaster och familjen solsjöstjärnor. Inga underarter finns listade i Catalogue of Life.